# Energie

Energie in drie vormen: potentieel, kinetisch en inwendig

Potentiële-, kinetische- en vervormingsenergie worden achtereenvolgens in elkaar omgezet

Energie is een fundamentele natuurkundige grootheid, dat is een meetbare eigenschap van een natuurkundig verschijnsel. Een algemeen geldige korte definitie is niet mogelijk omdat van de vele soorten fysische verschijnselen, thermisch, mechanisch, straling, chemisch, enz. energie op veel verschillende manieren gemeten wordt. Al deze metingen hebben gemeen dat de resultaten uitgedrukt kunnen worden in dezelfde natuurkundige eenheid.
De SI-eenheid van energie is de joule. Omdat alle soorten energie uitgedrukt worden in deze eenheid, zijn ze vergelijkbaar. De warmte die vrijkomt bij verbranding van een ton steenkool bijvoorbeeld, is te vergelijken met de elektriciteit die een windmolen genereert in een bepaalde tijd, hoewel deze hoeveelheden energie zeer verschillend zijn gemeten.
Energie wordt wel aangeduid als de mogelijkheid om arbeid te verrichten, of ruimer: de mogelijkheid om een verandering te bewerkstelligen. Energie kan ook gezien worden als essentiële natuurlijke hulpbron, aangezien ze geconsumeerd, geproduceerd en gebruikt wordt door levende wezens, zie energie (economie).

## Algemeen
De toename van energie van een mechanisch systeem is de totale hoeveelheid arbeid die moet worden verricht om vanaf een grondtoestand tot de huidige situatie te komen. Bijvoorbeeld hoeveel arbeid het kost om een zwaar voorwerp vanaf de grond op een tafel te zetten, of de hoeveelheid arbeid om een spiraalveer die eerst ontspannen was, een bepaalde afstand in te drukken.
De totale energie van een systeem is de som van alle vormen van energie die op verschillende manieren zijn opgeslagen. Energie is een toestandsfunctie, dat wil zeggen: de hoeveelheid energie is onafhankelijk van de voorgeschiedenis. Het maakt bijvoorbeeld niet uit of een veer eerst is ingedrukt en daarna op de tafel is gehesen of andersom. 
Als het systeem niet wordt tegengehouden, zal het altijd proberen de hoeveelheid vrije energie zo klein mogelijk te maken: de veer rolt van tafel af en ontspant zich weer. Als een systeem zich in zo'n toestand van minimale energie bevindt, is het in evenwicht.
De totale hoeveelheid energie in een gesloten systeem (dat wil zeggen dat er geen materiaal of straling in- of uit kan) blijft altijd gelijk; dit heet de wet van behoud van energie. De totale energie van een systeem is de optelsom van alle microscopische en macroscopische energieën, namelijk; thermische, mechanische, kinetische, potentiële, elektrische, magnetische, chemische en nucleaire energie. De inwendige energie (U) van een systeem wordt gegeven door de som van alle microscopische energieën; alle bovenstaande behalve kinetische, potentiële en mechanische energie.
In veel processen wordt een soort energie in een andere omgezet. Zo wordt in een gaskachel de chemische energie in het gas omgezet in warmte. En tijdens het vallen van een voorwerp wordt zwaartekrachtsenergie of potentiële energie omgezet in bewegingsenergie of kinetische energie.
Vaak wordt energie verward met vermogen: dit is echter energie per tijdseenheid. Iemand die op een keukentrapje klimt heeft daarvoor theoretisch net zoveel energie nodig als wanneer hij even hoog springt. Het springen gebeurt in minder tijd en daarom is daarvoor wel meer vermogen nodig. Een beeldend voorbeeld is ook het ophijsen van een piano met een horlogemotor: bij gebruik van een zwak motortje kost het ophijsen van een zwaar voorwerp veel tijd, maar het kan wel (als we wrijving verwaarlozen). 
De intensiteit waarmee een mens diverse vormen van energie ervaart, verschilt soms van de objectief te meten fysische waarde van die energie. Zo is ongeveer 40kJ (40 000 joule) nodig om een kopje water tot tegen het kookpunt te brengen. Met diezelfde hoeveelheid energie zou men een baksteen van een kilogram vanaf het aardoppervlak naar 4 km hoogte kunnen gooien, of een stadsbus van 4 ton een meter optillen (afgezien van omzettings- en wrijvingsverliezen).

## Etymologie
Het woord energie komt van het Griekse ἐνέργεια Energeia, dat waarschijnlijk voor het eerst wordt gebruikt in het werk van Aristoteles in de 4e eeuw v. Chr.

## Eenheid
Naast de SI-eenheid joule zijn afhankelijk van de toepassing andere eenheden voor energie in gebruik. De wattseconde (Ws) en de newtonmeter (Nm) zijn identiek aan de joule. De newtonmeter wordt echter zelden gebruikt voor energie, aangezien de Nm ook de SI-eenheid van een koppel is. Voor elektrische energie wordt ook de kilowattuur (kWh) gebruikt.

## Energie en massa
Albert Einstein concludeerde in zijn speciale relativiteitstheorie van 1905 onder andere dat energie gelijkwaardig is met massa, hoewel de praktische betekenis daarvan op dat moment nog volstrekt onduidelijk was. De equivalentie van massa en energie wordt weergegeven in vermoedelijk de beroemdste van alle natuurkundige formules:
{\displaystyle E=mc^{2}}
met {\displaystyle E} de totale energie, {\displaystyle m} de rustmassa in kilogram en {\displaystyle c} de constante lichtsnelheid in meter per seconde.
Doordat de lichtsnelheid ongeveer {\displaystyle 3\cdot 10^{8}} m/s bedraagt en bovendien in de formule gekwadrateerd wordt, is 1 kg massaverlies goed voor {\displaystyle 9\cdot 10^{16}} joule energie. Een grote energiecentrale in Nederland, met nominaal vermogen van 600 MW, produceert nog geen {\displaystyle 2\cdot 10^{16}} joule per jaar.
Belangrijk om hier op te merken is dat bovenstaande formule slechts geldig is voor stilstaande deeltjes. Het is een vereenvoudiging van de volledige versie van deze formule van Einstein, waarin wel rekening wordt gehouden met beweging ten opzichte van een assenstelsel:
{\displaystyle E={\sqrt {m^{2}c^{4}+p^{2}c^{2}}}}
met {\displaystyle E} de totale energie, {\displaystyle m} de rustmassa, {\displaystyle c} de lichtsnelheid en {\displaystyle p} de grootte van de impuls. Voor stilstaande deeltjes is de snelheid, en dus ook de impuls, gelijk aan nul, wat terug de befaamde vereenvoudiging oplevert.

## Thermodynamica en vrije energie
In de thermodynamica wordt onderscheid gemaakt tussen de energie of enthalpie ({\displaystyle H}) zoals hierboven beschreven, en de vrije energie ({\displaystyle G}). De vrije energie bevat een term voor de wanordelijkheid van het systeem, genaamd entropie ({\displaystyle S}). Het deel van de energie dat kan worden omgezet in technische arbeid door een hoeveelheid stof naar omgevingscondities (omgevingsdruk en -temperatuur) te brengen, heet exergie.
De thermodynamica verklaart waarom met hete stoom wel elektriciteit gemaakt kan worden, en niet met een grotere hoeveelheid lauw water die dezelfde energie-inhoud heeft, of, anders gezegd, waarom een stoommachine nooit een 100% rendement heeft, doch een deel van de aangevoerde energie verloren gaat in het koelwater.

## Maatschappelijk
Het energievraagstuk verwijst naar het probleem dat - vooral - de rijke landen steeds meer elektriciteit en warmte willen produceren terwijl de voorraad fossiele brandstoffen (kolen, gas en aardolie) steeds kleiner wordt. Vooral de opkomende economische mogendheid China heeft ook een groot aandeel in de wereldwijde toename van de vraag naar energie. Bovendien draagt het gebruik van fossiele brandstoffen bij aan de luchtvervuiling en aan het versterkte broeikaseffect. Er wordt dus naarstig gezocht naar alternatieve, liefst duurzame energiebronnen, waarover veel maatschappelijke discussie is. Waterkracht is een relatief weinig omstreden energiebron, die in bergachtige gebieden op aarde al eeuwen wordt toegepast. De aanleg van stuwmeren kan echter wel leiden tot spanningen met de plaatselijke bevolking die, door de overheid gedwongen, moet verhuizen. Getijdenenergie is slechts enigszins rendabel op plaatsen waar de zeekust een geschikte vorm heeft en verstoort de natuurlijke getijdebeweging, wat invloed heeft op het milieu. Zonne-energie en windenergie zijn in principe onuitputtelijk, maar voorlopig nog niet voldoende om een volwaardig alternatief voor fossiele brandstoffen te vormen. Kernenergie die gewonnen wordt door kernsplijting, kan in principe veel meer energie leveren, maar daaraan kleven bezwaren van het radio-actieve afval, de potentieel grote rampen bij ongelukken in kerncentrales (al is de kans daarop klein) en het in de hand werken van de proliferatie van kernwapens. Op de lange termijn ligt beheerste kernfusie in het verschiet als betrekkelijk schone, veilige en vrijwel onuitputtelijke energiebron, maar na tientallen jaren van onderzoek zijn de technische problemen nog lang niet opgelost.

## Gratis energie?
Een gevolg van de wet van behoud van energie is dat het niet mogelijk is een experiment uit te voeren dat vanzelf energie genereert. Het is dus niet mogelijk dat een apparaat vanzelf gaat draaien en blijft draaien zonder dat van buitenaf energie wordt toegevoerd. Al vaak is zo'n perpetuum mobile (letterlijk: voortdurend bewegend) "uitgevonden", maar bij allemaal bleek er toch energie van buiten aan te pas te komen, of het apparaat kwam uiteindelijk tot stilstand.
Hoe zorgvuldig een machine ook wordt ontworpen, het is onvermijdelijk dat een deel van de beweging door wrijving wordt omgezet in warmte. In de ruimte is geen luchtwrijving, maar dan nog heeft de machine wrijving tussen zijn eigen onderdelen. Het is wel mogelijk om van warmte mechanische energie te maken, zoals in een stoommachine, maar dit soort "warmtemotoren" heeft geen rendement van 100%. Het is daardoor onmogelijk álle warmte om te zetten in arbeid. Volgens de Tweede wet van de thermodynamica kan zo'n warmtemotor arbeid verrichten door warmte naar een reservoir met een lagere temperatuur te laten stromen. Om alle warmte in arbeid om te zetten, zou dat reservoir echter een temperatuur van 0 K moeten hebben en houden. Maar in een gesloten systeem blijft dat reservoir niet zo koud: de temperatuur in het systeem wordt uiteindelijk overal gelijk en de machine komt tot stilstand.

## Vormen van energie
Binnen de context van de natuurwetenschappen worden verschillende vormen van energie gedefinieerd. Deze omvatten:
- Chemische energie
- Elastische energie
- Elektrische energie
- Elektromagnetische energie
- Geluidsenergie
- Gravitatie-energie (energieverandering in een gravitatieveld: zie ook Potentiële energie)
- Kernenergie (Nucleaire energie)
- Kinetische energie (bewegingsenergie)
- Lichtenergie
- Magnetische energie
- Massa (E=mc2)
- Straling
- Warmte (thermische energie)